# Mohamad Halawi
Mohamad Halawi (en árabe: محمد نبيه حلاوي‎; Beirut, Líbano; 5 de abril de 1977) es un exfutbolista de Líbano que jugaba en la posición de defensa.

## Carrera

### Club
| Periodo   | Club               |
| --------- | ------------------ |
| 1998–2007 | Nejmeh SC          |
| 2007–2009 | Al Ahed Beirut     |
| 2009–2012 | Shabab Al Sahel FC |
| 2012–2013 | Al Mabarra Club    |

### Selección nacional
Jugó para Líbano en 25 ocasiones de 1999 a 2007 y anotó un gol; y participó en la Copa Asiática 2000.

## Logros

### Club
- Lebanese Super Cup: 2008

### Individual
- Equipo Ideal de la Liga Premier de Líbano: 1999–2000,[1] 2000–01,[2] 2003–04,[3] 2004–05,[4] 2008–09[5]